# Artnapping
Artnapping ist die Erpressung eines Kunsteigentümers oder dessen Versicherung auf Zahlung eines Lösegeldes für ein zuvor entwendetes Kunstwerk. Von den „Artnappern“ wird dabei in der Regel mit der Zerstörung des Kunstwerkes gedroht.

## Etymologie
Der Begriff Artnapping leitet sich von Kidnapping ab. Die Kunstwerke werden bei dieser Form der Kriminalität gewissermaßen entführt und als Geiseln genommen. Dem Eigentümer wird sodann angeboten, das Kunstwerk für zumeist astronomische Summen „zurückzukaufen“, bzw. wird im Falle der Nichtentsprechung die Zerstörung oder Beschädigung des Kunstwerkes angedroht.

## Ursachen
Ursache für das zunehmende Artnapping dürfte sein, dass berühmte Kunstwerke auf dem Kunstmarkt nur schwer verkäuflich sind, so dass sich der Kunstdiebstahl sehr wertvoller Stücke aus Sicht der Kriminellen nicht mehr „rentiert“. Durch die zunehmende Registrierung der Kunstwerke im Art-Loss-Register, werden die Werke auf dem seriösen Kunstmarkt unverkäuflich, und auf dem Schwarzmarkt lassen sich nur Preise weit unter Wert erzielen. Hinzu kommt, dass nicht alle Diebe über entsprechende Kontakte verfügen, die ihnen einen Verkauf ermöglichen. Oftmals geht die Rechnung der Artnapper auf, und ein berühmtes Kunstwerk wird gegen Zahlung eines hohen Lösegeldes an den Kunstsammler oder ein Museum zurückgegeben. 
War ein Kunstwerk versichert, so versuchen die Täter mitunter auch die Versicherung mit einzubeziehen und bieten ihr die Rückgabe gegen Zahlung einer bestimmten Summe an. Das Lösegeld liegt dann meist unterhalb der Versicherungssumme, so dass die Versicherung bei einer Zahlung an die Diebe erheblich geringere Verluste hätte als bei einer Auszahlung der vollen Versicherungssumme an den Eigentümer des Kunstwerks.

## Rechtliche Lage
Fraglich ist, ob Artnapping den Tatbestand der Erpressung oder der Nötigung erfüllt (in Ö: §§ 144 bzw. 105 StGB).
Rechtspolitisch sind Zahlungen von Lösegeld in solchen Fällen hoch umstritten: es wird argumentiert, dass viele Kunstwerke nach längerer Zeit doch im Kunsthandel oder bei Privatpersonen wieder auftauchen und dass die erfolgten Zahlungen Kriminelle noch zu weiterem Artnapping animieren. Zudem können sich viele Museen die hohen Versicherungsprämien nicht mehr leisten, so dass viele Kunstwerke heute nicht mehr versichert werden. 
Andererseits handelt es sich aber bei Kunstwerken um unwiederbringliche Objekte, bei ihrer Zerstörung geht somit nicht nur ein finanzieller Wert verloren, sondern es wird auch ein selbst mit hohen Geldsummen nicht mehr ersetzbares Kulturgut vernichtet. Daher könnten sich Museen bereitfinden, trotz aller Bedenken ein Lösegeld zu zahlen.  
Offen bleibt die Höhe der Dunkelziffer, zwar wird mitunter nach spektakulären Kunstdiebstählen und -rückgaben über die Zahlung eines Lösegeldes spekuliert, die Verantwortlichen auf Seiten der Museen und Versicherungen bestätigen dies jedoch zumeist nicht um keine Nachahmer anzuregen oder aus politischen Gründen.

## Schutz
Schützen können sich Museen gegen das Artnapping im Wesentlichen durch eine bessere Bewachung und technische Sicherung der Kunstwerke in Magazinen und Ausstellungsräumen. Da die Kunstwerke in diesen Fällen nicht in den Handel gelangen, greifen die Sicherungsmechanismen des Kunsthandels, wie beispielsweise das Art-Loss-Register, beim Artnapping nicht.

## Beispiele
- Genter Altar: 1934 wurden zwei Tafeln des berühmten Genter Altars gestohlen, vermutlich von Arseen Goedertier und eine Million belgische Franc als Lösegeld gefordert. Eines der Bilder gab der Erpresser als Beweis der Echtheit seiner Forderung zurück, das Geld wurde nicht gezahlt, die zweite Tafel ist bis heute verschollen.

- Saliera

- Politisches Artnapping: Laut Urbanski wurden 1974 dem irischen Millionär Alfred Lane Beit Kunstwerke mit einem Wert von insgesamt 400 Millionen Schilling gestohlen. Als Preis für die Rückgabe hätten die Täter Nahrungsmittellieferungen für die hungernde Bevölkerung des Kongos in der Höhe von 8 Millionen Pfund und die Freilassung von vier irischen Terroristen gefordert.